# Elsie Fisher

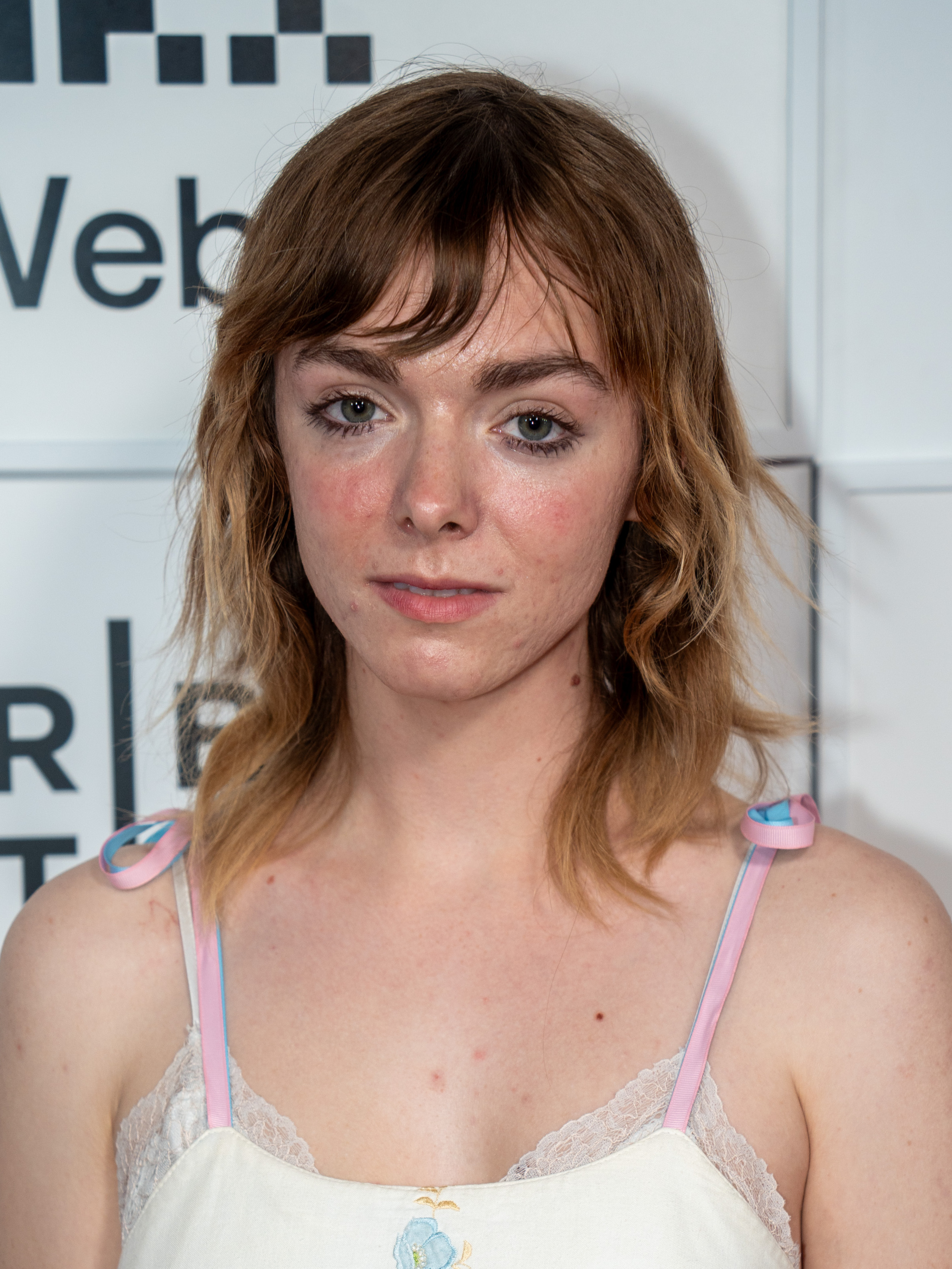
Elsie Fisher (2025)

Elsie Kate Fisher (* 3. April 2003 in Riverside, Kalifornien) ist eine US-amerikanische Schauspielerin.

## Leben
Elsie Fisher debütierte 2009 mit einem Gastauftritt in der Fernsehserie Medium – Nichts bleibt verborgen vor der Kamera. Von 2009 bis 2012 lieh sie Mascha in der russischen Computeranimationsserie Mascha und der Bär ihre Stimme. In der englischsprachigen Originalfassung der Filme Ich – Einfach unverbesserlich (2010) und Ich – Einfach unverbesserlich 2 (2013) war sie als jüngste Tochter Agnes zu hören. 2010 war sie außerdem als Tiffany in Dirty Girl mit Juno Temple, Mary Steenburgen und William H. Macy zu sehen. Weitere Gastauftritte hatte sie in den Serien Mike & Molly (2011) und Raising Hope (2013). Für Bad Behavior (2013) mit Linda Hamilton stand sie in der Rolle der Grace vor der Kamera. 2015 spielte sie im Sportdrama City of McFarland die Rolle der Cheryl White an der Seite von Kevin Costner und Maria Bello, die darin ihre Eltern verkörperten.
Im Comedy-Drama Eighth Grade (2018) von Bo Burnham hatte sie eine Hauptrolle als Kayla Day, einer Vloggerin in der achten Klasse der Middle School. Für ihre Darstellung wurde sie unter anderem mit dem Gotham Award als Beste Nachwuchsdarstellerin ausgezeichnet und für einen Golden Globe in der Kategorie Beste Hauptdarstellerin – Komödie oder Musical nominiert.
Im August 2018 wurde bekannt, dass sie im Animationsfilm The Addams Family von Conrad Vernon und Greg Tiernan der Figur der Parker Needler ihre Stimme leihen soll. Außerdem erhielt sie eine Hauptrolle im Musikfilm The Shaggs von Ken Kwapis über die gleichnamige Band. In der zweiten Staffel der Serie Castle Rock (2019) übernahm sie die Rolle von Annies Wilkes Tochter Joy. 2022 verkörperte sie im Netflix-Slasher-Film Texas Chainsaw Massacre von David Blue Garcia mit Sarah Yarkin als Melody deren Schwester Lila, in der Teenie-Komödie My Best Friend’s Exorcism von Amazon spielte sie an der Seite von Amiah Miller deren Freundin Abby.

## Filmografie (Auswahl)
- 2009: Medium – Nichts bleibt verborgen (Medium) – Then... and Again
- 2009–2012: Mascha und der Bär (Masha i Medved, Fernsehserie, Stimme)
- 2010: Dirty Girl
- 2010: Ich – Einfach unverbesserlich (Stimme)
- 2011: Mike & Molly – Happy Halloween
- 2013: Bad Behavior
- 2013: Ich – Einfach unverbesserlich 2 (Stimme)
- 2013: Raising Hope – Yo Zappa Do
- 2013: Sofia die Erste – Auf einmal Prinzessin (Sofia the First) – Holiday in Enchancia (Stimme)
- 2013: Vertical
- 2014: Gutshot Straight – Gnadenloses Spiel (Gutshot Straight)
- 2015: City of McFarland (McFarland, USA)
- 2016: The Axe Murders of Villisca
- 2017: Die kleine Meerjungfrau – Freunde fürs Leben (Scales: Mermaids Are Real)
- 2018: Eighth Grade
- 2019: Die Addams Family (The Addams Family, Stimme)
- 2019: Castle Rock (Fernsehserie)
- 2022: Texas Chainsaw Massacre
- 2022–2023: Barry (Fernsehserie, 5 Episoden)
- 2022: My Best Friend’s Exorcism
- 2023: Der Sommer, als ich schön wurde (Fernsehserie, Staffel 2)
- 2023: Memory
- 2023: Avenue of the Giants
- 2024: Christmas Eve in Miller's Point
- 2024: Boys Go to Jupiter
- 2025: All There Is
- 2025: Tow

## Auszeichnungen und Nominierungen (Auswahl)
- 2018: Gotham Award – Auszeichnung als Beste Nachwuchsdarstellerin für Eighth Grade
- 2018: Chicago Film Critics Association Award – Auszeichnung in der Kategorie Vielversprechendster Schauspieler für Eighth Grade
- 2018: Satellite Awards – Nominierung in der Kategorie Beste Hauptdarstellerin – Komödie oder Musical
- 2019: Independent Spirit Awards – Nominierung als Beste Hauptdarstellerin
- 2019: Golden Globe Awards – Nominierung in der Kategorie Beste Hauptdarstellerin – Komödie oder Musical
- 2019: Critics’ Choice Movie Awards – Auszeichnung in der Kategorie Beste Jungdarsteller und Nominierung in der Kategorie Beste Schauspielerin in einer Komödie